# Homoneura apiseriata
Homoneura apiseriata är en tvåvingeart som beskrevs av Malloch 1929. Homoneura apiseriata ingår i släktet Homoneura och familjen lövflugor.
Artens utbredningsområde är Amerikanska Samoa. Inga underarter finns listade i Catalogue of Life.